# Peter Oundjian

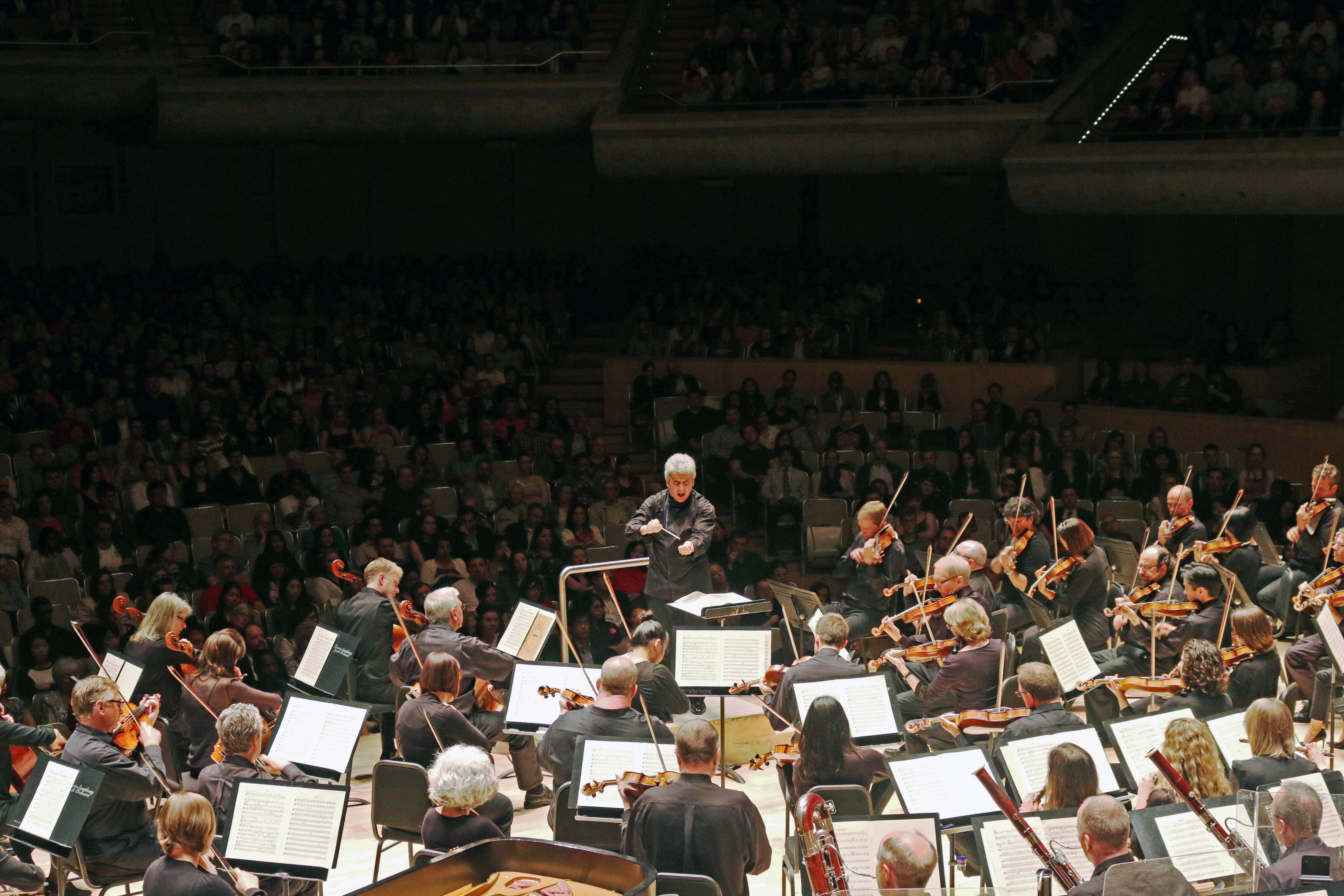
Oundjian dirigeert het Toronto Symphony Orchestra in 2014

Peter Oundjian (Toronto (Ontario, Canada), 1955) is een Canadees violist en dirigent, de jongste van vijf kinderen van een Armeense vader en een Engelse moeder.

## Opleiding
Oundjian werd opgeleid in Engeland, waar hij begon met vioollessen toen hij zeven was bij Manoug Parikian. Vervolgens had hij les aan de Royal College of Music. Hij ging naar New York om te studeren aan de Juilliard School bij Ivan Galamian, Itzhak Perlman en Dorothy Delay.

## Violist
In 1980 won Oundjian de eerste prijs op het Internationaal Vioolconcours in Viña del Mar, Chili. Oundjian maakte carrière als eerste violist van het Tokyo String Quartet, welke functie hij voor 14 jaar bleef vervullen. Vanaf 1981 is hij adjunct docent viool aan de Yale School of Music. Wegens lichamelijke klachten als het gevolg van RSI moest hij zijn vioolcarrière beëindigen. Hij maakt toen de overstap naar orkestdirectie.

## Dirigent
Oundjian was de artistiek leider van het Nieuw Sinfonietta Amsterdam (nu Amsterdam Sinfonietta genoemd) van 1998 tot 2003. Hij is ook artistiek adviseur en eerste gastdirigent van het Caramoor International Music Festival. Hij was de eerste gastdirigent van het Colorado Symphony Orchestra gedurende 3 jaar. Hij was ook gastdirigent bij onder andere de symfonieorkesten van Chicago, San Francisco, Detroit, St. Louis en bij de Berliner Philharmoniker, het Philadelphia Orchestra, het Rundfunk-Sinfonieorchester Saarbrücken, het City of Birmingham Symphony Orchestra en de Tonhalle Orchester Zürich. Gedurende vier zomers was hij dirigent van het "Absolutely Mozart"-festival van het Philadelphia Orchestra.
Oundjian werd benoemd tot chef-dirigent van het Toronto Symphony Orchestra (TSO) in januari 2003, en trad er in functie vanaf 2004. het orkest had financiële problemen voor Oundjians aanstelling, maar hij heeft bijgedragen aan een verbetering van de financiële situatie van het orkest sinds de start van zijn aanstelling. In februari 2007 verlengde Oundjian zijn contract bij het TSO tot 2012.
Oundjian werd benoemd tot eerste gastdirigent en artistiek adviseur van het Detroit Symphony Orchestra, vanaf september 2006.
Oundjian en zijn vrouw Nadine hebben twee kinderen. De Britse komiek Eric Idle is zijn neef (hun moeders zijn zussen). In juni 2007 dirigeerde Oundjian de wereldpremière van een oratorium geschreven door Idle en John DuPrez gebaseerd op de Monty Python-film Life of Brian, met de titel Not the Messiah (He's a Very Naughty Boy), gedurende het eerste Luminato Festival in Toronto, Canada.